# John Thomas Croxton
John Thomas Croxton (20 novembre 1836 – 16 avril 1874) est un avocat, un général de l'armée de l'Union pendant la guerre de Sécession, et un diplomate américain d'après-guerre.

## Avant la guerre
Croxton naît près de Paris, dans le Kentucky, dans le comté rural de Bourbon. Il est le fils aîné des douze enfants du riche planteur natif de Virginie et propriétaire d'esclaves. En 1857, il est diplômé avec les honneurs de l'université de Yale, où il est membre de la société secrète « Skull and Bones »:87. Par la suite, il étudie le droit avec l'éminent avocat James Robinson et rejoint finalement le mouvement de la franc-maçonnerie.
Croxton est admis au barreau et enseigne le droit dans une école dans le Mississippi, en 1858. Il retourne au Kentucky, l'année suivante, et installe un cabinet d'avocat à Paris, et possède une petite ferme à l'extérieur de la ville. Il épouse Catherine Rogers (1833-1882) et a trois filles. Son vif soutien pour l'émancipation des esclaves lui aliène la plupart de sa famille.

## Guerre de Sécession
En octobre 1861, la guerre de Sécession s'aggrave, le président Abraham Lincoln nomme Croxton lieutenant-colonel du 4th Kentucky Mounted Infantry. Il participe à son premier combat lors de la bataille de Mill Springs. Plus tard, il devient colonel au début de 1862, et combat à Perryville. Le 19 septembre 1863, sa brigade d'infanterie enchevêtrée avec la cavalerie confédérée sous les ordres de Nathan Bedford Forrest, déclenche la bataille de Chickamauga. Croxton est blessé pendant les combats. Il subit une blessure à la jambe lors de la bataille de Nashville.
En 1864, il est promu au brigade général à l'âge de 27 ans à la tête d'une brigade de cavalerie dans l'armée du Cumberland au cours de la campagne d'Atlanta. Sa cavalerie est active en Alabama durant les derniers mois de la guerre. Le 4 avril 1865, sa force de 1500 hommes capture Tuscaloosa, renforçant l'étreinte de l'armée de l'Union sur le centre de l'Alabama et éliminant l'un des derniers gros dépôts de ravitaillement et de munitions de la Confédération. Dans le processus, ils brûlent la plupart des bâtiments de l'université de l'Alabama, ainsi qu'une grande partie de l'industrie et des entrepôts de la ville. Le 23 avril 1865, les troupes de Croxton combattent à la bataille de Munford près de Talladega, Alabama, en défaisant plusieurs centaines de troupes confédérées sous les ordres du général Benjamin Jefferson Hill. Ce que l'on présente comme la dernière bataille de la guerre de Sécession à l'est du Mississippi.

## Après la guerre
Dans l'omnibus de promotions à la suite de la cessation des hostilités, Croxton est breveté major général. Il est ensuite nommé au commandement du district du sud-ouest de la Géorgie en tant que gouverneur de la province jusqu'à ce qu'il démissionne le 26 décembre 1865.
Après sa démission de l'armée, Croxton retourne à sa pratique du droit au Kentucky et devient un fervent partisan du parti républicain. En 1872, il est nommé par le président Ulysses S. Grant comme ambassadeur des États-Unis en Bolivie et déménage avec sa famille à La Paz. Il y meurt en poste, en 1874, souffrance de tuberculose. Ses restes sont envoyés chez lui et enterrés dans le cimetière de Paris, dans le Kentucky.